# Cayaponia weddellii
Cayaponia weddellii är en gurkväxtart som först beskrevs av Naud., och fick sitt nu gällande namn av Gomes-klein. Cayaponia weddellii ingår i släktet Cayaponia och familjen gurkväxter. Inga underarter finns listade i Catalogue of Life.